# Gare de Saint-Denis-de-Pile
Gare de Saint-Denis-de-Pile vasútállomás Franciaországban, Saint-Denis-de-Pile településen.

## Vasútvonalak
Az állomást az alábbi vasútvonalak érintik:
- Párizs–Bordeaux-vasútvonal

## Kapcsolódó állomások
A vasútállomáshoz az alábbi állomások vannak a legközelebb:
- Gare de Libourne (Gare de Bordeaux-Saint-Jean, Párizs–Bordeaux-vasútvonal)
- Gare de Coutras (Paris Gare d’Austerlitz, Párizs–Bordeaux-vasútvonal)